# Еквок (Аляска)
Еквок (англ. Ekwok) — місто (англ. city) в США, в окрузі Діллінгем штату Аляска. Населення — 111 особа (2020).

## Географія
Еквок розташований за координатами 59°20′44″ пн. ш. 157°29′17″ зх. д. / 59.34556° пн. ш. 157.48806° зх. д. (59.345664, -157.488006).  За даними Бюро перепису населення США в 2010 році місто мало площу 45,37 км², з яких 42,15 км² — суходіл та 3,22 км² — водойми.

## Демографія
Згідно з переписом 2010 року, у місті мешкало 115 осіб у 37 домогосподарствах у складі 26 родин. Густота населення становила 3 особи/км².  Було 51 помешкання (1/км²).
Расовий склад населення:
| - 90,4 % — корінних американців - 5,2 % — білих |

До двох чи більше рас належало 4,3 %. Частка іспаномовних становила 2,6 % від усіх жителів.
За віковим діапазоном населення розподілялося таким чином: 34,8 % — особи молодші 18 років, 56,5 % — особи у віці 18—64 років, 8,7 % — особи у віці 65 років та старші. Медіана віку мешканця становила 27,3 року. На 100 осіб жіночої статі у місті припадало 113,0 чоловіків;  на 100 жінок у віці від 18 років та старших — 108,3 чоловіків також старших 18 років.
Середній дохід на одне домашнє господарство  становив 40 484 долари США (медіана — 31 875), а середній дохід на одну сім'ю — 53 300 доларів (медіана — 46 875). За межею бідності перебувало 28,6 % осіб, у тому числі 30,4 % дітей у віці до 18 років та 0,0 % осіб у віці 65 років та старших.
Цивільне працевлаштоване населення становило 30 осіб. Основні галузі зайнятості: публічна адміністрація — 43,3 %, освіта, охорона здоров'я та соціальна допомога — 36,7 %, транспорт — 20,0 %.